# Szangamittá
Szanghamittá (szanszkrit: Szanghamitrá) buddhista apáca, aki a hagyományok szerint a női szerzetesrendet megalapította Srí Lankában. Szanghamittá Binduszára császár unokája és Asóka és Vidisa Dévi lánya volt. Bátyja Mahinda volt, aki a buddhizmus első hittérítője volt Ceylonban. Szanghamittá Mathagal falunál lépett a szigetre, amely a mai Jaffna várostól kb. 16 km-re fekszik. Asóka küldte a lányát Srí Lankára, néhány apáca kíséretével, hogy megalapítsák a szigeten is a női átadási vonalat (bhikkhuni).
Miután Szanghamittá hozzájárult a buddhizmus ceyloni terjesztéséhez, a neve egyet jelentett a théraváda buddhizmus női egyházi rendjével, főleg Burmában, Kínában és Thaiföldön. Szanghamittá hozott magával egy hajtást az eredeti Bódhifából (amely alatt Gautama Buddha elérte a megvilágosodást), amelyet Anuradhapura mellett ültettek el, és a mai napig létezik és a Srí Lanka-i théraváda buddhisták a decemberi teliholdkor meg is szokták ünnepelni („Uduvapa Poya” vagy „Uposatha Poya”, azaz „Szanghamittá nap”).

## Élete

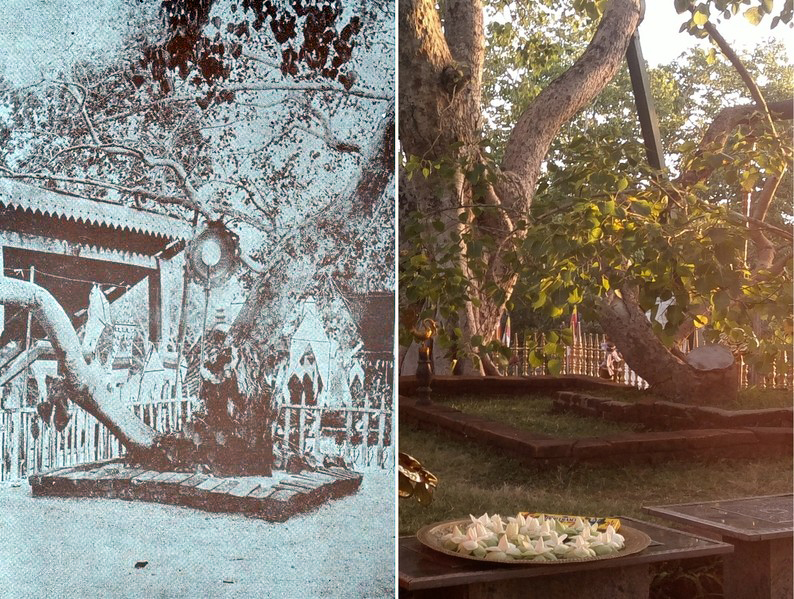
A bódhifa

Szangamittá szülei Asóka király és a vaisja kaszthoz tartozó, buddhista Vidisza Dévi voltak. Időszámításunk előtt született 285-ben második gyermekként, Mahinda húgaként Uddzsaín városban. 14 éves korában hozzáadták édesapja unokaöccséhez, Agribrahmi-hez, aki elérte az arhat tudatszintet. Született egy fia, Szumana, aki később szintén elérte az arhatságot és Mahindával együtt ment Srí Lankára hittérítőként. Szangamittá  tanítója Ajupala volt, a théraváda rendbe Dhammapála vezette be a bátyjával egy időben. Szangamittá elérte az arhat tudatszintet  Pátaliputra (vagy Patna) közelében telepedett le.
Mahinda ceyloni küldetése nagyon sikeresnek bizonyult. Sokan áttértek a buddhizmusra, köztük Anula herceg is, Tissza király sógornője, aki később elérte a Szotápanna szintet a megvilágosodáshoz vezető úton és maga is beállt szerzetesnek. Tissza király és Mahinda kérésére Szangamittát felhatalmazták, hogy megalapítsa a szigeten a női szerzetesi rendet. Szanghamittá arany vázában vitt magával az eredeti Bódhifából egy hajtást (a történelmi fa, amely alatt Gautama Buddha elérte a megvilágosodást). Tissza király személyesen fogadta Szangamittát és a szent fa ereklyét, és elkísérték a teljes küldöttséget Anuradhapura városába, ahol elültették a facsemetét. Ezt a fát ma a világ legrégibb történelmi fájának tartják. 1907-ben a magassága 10 méter, az átmérője pedig 2,5 méter volt.
Szanghamittá 79 éves korában hunyt el, Uttija király uralkodásának 9. évében Anuradhapurában. A Bódhifa közelében hamvasztották el, és a helyszínen Uttija király sztúpát emeltetett.

## Az uduvapa poja ünnep
Az uduvapa poja ünnep Srí Lankában december hónap teliholdjára esik. Ezen a napon két dologra emlékeznek. Egyrészt Szangamittá ezen a napon érkezett meg Indiából a szigetországba, hogy megalapítsa a női buddhista hagyományvonalat, másrészt ekkor érkezett meg a Bódhifa Aunradhapurába. Az ünnepet úgy is nevezik, hogy „Szanghamittá nap”. Minden évben tíz teljes jogú bhikkhuni (apáca) indítja el a fesztivált, amelynek hagyományát 1903-ban élesztették fel újból a Srí Lanka-i Mahabodhi Társaság ajánlására.